# Akito Arima
Akito Arima (Osaka, 13 de septiembre de 1930-Tokio, 7 de diciembre de 2020)fue un físico nuclear y político japonés, conocido por su modelo de bosón interactivo.

## Primeros años
Arima nació el 13 de septiembre de 1930 en Osaka. Estudió en la Universidad de Tokio, donde recibió su doctorado en 1958. Se convirtió en investigador asociado en el Instituto de Estudios Nucleares en 1956.

## Carrera
Arima se convirtió en conferenciante en 1960 y profesor asociado en el Departamento de Física en 1964 en la Universidad de Tokio. Fue ascendido a profesor titular en 1975. Fue presidente de la Universidad de Tokio durante 1989-1993. En 1993, se trasladó a la Universidad de Hosei. Desde 1993, fue asesor científico del Ministerio de Educación y desde 1993 a 1998 presidente de RIKEN.
Fue profesor invitado en la Universidad Rutgers de Nueva Jersey (1967-1968) y profesor en la Universidad Estatal de Nueva York en Stony Brook (1971-1973). En 1974, fundó el modelo de bosones interactuantes con Francesco Iachello.
En 1998 ingresó en la Dieta de Japón como miembro de la Cámara de Consejeros de Japón del Partido Liberal Democrático. Fue Ministro de Educación hasta 1999 bajo el gobierno de Keizō Obuchi. Después de la remodelación del gabinete en 1999, se desempeñó como director del Museo de Ciencias. Desde 2000 fue presidente de la Japan Science Foundation.
Se desempeñó como Canciller de la Academia Musashi de la Fundación Nezu desde 2006.
Arima falleció el 7 de diciembre de 2020 a la edad de noventa años.

## Premios y honores
- Premio Nishina Memorial (1978).
- Profesor honorario de la Universidad de Glasgow (1984).
- Premio Humboldt (1987).
- Premio de la Sociedad Haiku por un libro de poesía (poemas haiku ) (1988).[10]
- Medalla John Price Wetherill del Instituto Franklin (1990).
- Gran Cruz de la Orden del Mérito de la República Federal de Alemania (1990).
- Orden Militar de Guillermo (1991).
- Doctor honoris causa de la Universidad Drexel (1992).
- Profesor honorario, Universidad de Ciencia y Tecnología, China (1992).
- Doctor honorario, Universidad Cristiana Chung Yuan, Taiwán (1992).
- Premio Bonner de la American Physical Society (1993).
- Premio de la Academia de Japón (1993).
- Doctor honoris causa, Universidad Estatal de Nueva York en Stony Brook (1994).
- Doctor honoris causa por la Universidad de Groningen (1994)[11]
- Doctor honoris causa, Universidad de Birmingham (1996).
- Gran Oficial de la Legión de Honor (1998).
- Miembro honorario extranjero de la Academia Estadounidense de Artes y Ciencias (1999).[12]
- Caballero Comandante Honorario de la Orden del Imperio Británico (KBE) (2002).
- Persona de mérito cultural (2004).
- Gran Cordón de la Orden del Sol Naciente (2004).
- Orden de la Cultura (2010).